# 三条実冬
三条 実冬（さんじょう さねふゆ）は、南北朝時代から室町時代前期にかけての公卿。内大臣・三条公忠の子。官位は従一位・太政大臣。

## 官職歴
- 延文4年4月21日（1359年5月18日） - ?　侍従
- 貞治2年正月28日（1363年2月12日） - ?　甲斐介
- 貞治3年3月29日（1364年5月1日） - 応安8年2月7日（1375年3月9日）　左近衛権中将
- 応安元年2月21日（1368年3月10日） - 応安3年11月（1370年12月）　下総権守
- 応安8年2月7日（1375年3月9日） - 永徳元年7月23日（1381年8月13日）　権中納言
- 永徳元年7月23日（1381年8月13日） - 応永2年12月27日（1396年2月6日）　権大納言
- 応永2年正月28日（1395年2月18日） - 応永2年12月27日（1396年2月6日）　右近衛大将
- 応永2年12月27日（1396年2月6日） - 応永3年12月（1397年1月）　左近衛大将
- 応永2年12月27日（1396年2月6日） - 応永3年7月24日（1396年8月27日）　内大臣
- 応永3年7月24日（1396年8月27日） - 応永6年2月22日（1399年3月29日）　右大臣
- 応永6年2月22日（1399年3月29日） - 応永9年8月22日（1402年9月19日）　左大臣
- 応永9年8月22日（1402年9月19日） - 応永14年2月6日（1407年3月15日）　太政大臣

## 位階歴
- 文和4年8月13日（1355年9月19日）　従五位下
- 延文元年4月21日（1356年5月21日）　従五位上
- 延文3年正月6日（1358年2月14日）　正五位下
- 康安2年5月7日（1362年5月30日）　従四位下
- 貞治2年7月29日（1363年9月7日）　従四位上
- 貞治3年正月5日（1364年2月8日）　正四位下
- 貞治6年正月5日（1367年2月4日）　従三位
- 応安2年正月5日（1369年2月12日）　正三位
- 応安6年12月26日（1374年2月7日）　従二位
- 永徳3年正月5日（1383年2月7日）　正二位
- 応永6年正月5日（1399年2月11日）　従一位

## 系譜
- 父：三条公忠（1324-1384）
- 母：不詳
- 妻：水無瀬具景の娘
  - 男子：三条公冬（1391-1459）
- 生母不明の子女
  - 男子：三条公宣

## 著作物
- 『実冬公記』[1]